# Burning Snow
Burning Snow (雪在燒, Xue zai shao) est un film hongkongais réalisé par  Patrick Tam, sorti en 1988.

## Synopsis
Une jeune femme nommée Cher est vendue pour un vieil homme au mauvaise humeur et ce vieil homme est excité avec une maladie cardiaque.

## Fiche technique
- Titre : Burning Snow
- Titre original : 雪在燒 (Xue zai shao)
- Réalisation :  Patrick Tam
- Scénario :  Patrick Tam
- Pays d'origine : Hong Kong
- Format : Couleurs - Mono - 35 mm
- Genre : Drame
- Durée : 84 minutes
- Date de sortie : 1988

## Distribution
- Simon Yam
- Yeh Chuan-chen